# Carnival (카니발의 음반)
《이적+김동률 프로젝트 앨범: 카니발》은 카니발의 1집 앨범이다. 전람회에서 활동하던 김동률과 패닉에서 활동하던 이적이 만든 프로젝트 앨범이다.

## 개요
1997년 전람회의 해체로 혼자 음악 활동을 하게 된 김동률과 패닉의 이적이 만나 앨범을 발매하였다. 클래식한 스타일의 음악을 주로 작곡하는 김동률과 정반대의 성향을 띤 이적이 함께 작곡하여 곡들이 독특하다. 앨범의 디자인 또한 몽환적인 느낌을 준다. 세션에 브라스가 특히 자주 쓰였다.
수록곡으로는 전주곡인 "Carnival", 젊은날의 추억을 회상하는 내용의 가사가 담긴 "그땐 그랬지", 중학교 국어 교과서에 소개된 "비누 인형", 브라스 세션이 돋보이는 "축배", 김진표와 서동욱이 함께 부른 "그녀를 잡아요", 사람들에게 희망을 주는 노래로 잘 알려진 "거위의 꿈" 등이 수록되어 있다.
앨범에 참여한 주요 음악가로는 김광민, 기타리스트 김세황 등이 있다. 전 곡의 작곡과 작사는 모두 김동률과 이적이 함께하였다.
이 앨범을 끝으로 더 이상 추가 앨범 발매나 활동을 하지 않았으며 이후 김동률은 솔로 앨범 1집 《The Shadow of Forgetfulness》을, 이적은 패닉 3집 《Sea Within》을 발매하였다. 그러나 약 10년 이후인 2008년 12월 13일, 14일 이틀 동안 《The Carnival 이적+김동률》이란 제목으로 두 차례에 걸쳐 서울 올림픽 공원 체조 경기장에서 카니발 데뷔 후 첫 공연을 하였다.

## 수록곡
| #             | 제목                                         | 작사          | 작곡          | 편곡           | 재생 시간 |
| ------------- | -------------------------------------------- | ------------- | ------------- | -------------- | --------- |
| 1.            | 〈Carnival〉 (Prelude)                       | 카니발        | 카니발        | 카니발, 김광자 | 3:50      |
| 2.            | 〈롤러 코스터〉 (In Carnival Land)           | 이적          | 이적          | 이적           | 3:48      |
| 3.            | 〈그땐 그랬지〉                              | 김동률        | 김동률        | 이적           | 4:00      |
| 4.            | 〈벗〉                                       | 김동률        | 김동률        | 이적           | 4:40      |
| 5.            | 〈비누 인형〉                                | 이적          | 이적          | 김동률         | 4:15      |
| 6.            | 〈축배〉                                     | 이적          | 김동률        | 이적           | 4:13      |
| 7.            | 〈넝쿨〉                                     | 이적          | 이적          | 김동률         | 4:14      |
| 8.            | 〈농담〉                                     | 김동률        | 김동률        | 김동률         | 5:32      |
| 9.            | 〈그녀를 잡아요〉 (featuring 서동욱, 김진표) | 이적          | 이적          | 이적           | 4:25      |
| 10.           | 〈거위의 꿈〉                                | 이적          | 김동률        | 김동률         | 5:36      |
| 총 재생 시간: | 총 재생 시간:                                | 총 재생 시간: | 총 재생 시간: | 총 재생 시간:  | 44:43     |

## 참여
이 목록은 해당 앨범의 부클릿에서 발췌하였다.
| 카니발 - 이적 - 프로듀서, 보컬, 피아노(9), 컴퓨터 프로그래밍/건반 악기(5), 코러스(1, 7), 어쿠스틱 기타(4) - 김동률 - 프로듀서, 보컬, 피아노(10), 컴퓨터 프로그래밍/건반 악기(5), 코러스(1, 7), 기타 (※통기타) 참여 음악인 - 김세황 - 전기 기타(1), 어쿠스틱 기타 솔로(4) - 한상원 - 전기 기타(3) - 이수용 - 드럼(10) - 이태윤 - 베이스 기타(2, 3, 6, 8~10), 프렛리스 베이스(8) - 강수호 - 드럼(2, 3, 6, 8, 9) - 우순실, 정미영 - 백 보컬(2, 6) - 김광민 - 피아노(2, 3, 6~8), 클라비넷(2), 오르간(3), 피아노 솔로(9) - 심성락 - 아코디언(5) - 박영용 - 타악기(5) - 이주한 - 호른(7, 10), 트럼펫(10) 스탭 - 유재학(대영 AV) - 이그제큐티브 프로듀서 - Brian Gardner, Bernie Grundman(BERNIE GRUNDMAN 마스터링 스튜디오, 로스엔젤레스) - 마스터링 - 이유억, Tommy Vicari(2, 4, 6) - 믹싱/녹음 - 김지연, 현철호, Clint Crump, Troy Gonzalez - 보조 기술 - 임종국, 임경민, 순훈기 - 매니지먼트 - 전상일(전시공) - 아트 디렉터, 디자인, 일러스트, 로고 디자인 - 전상일, 이한주, 김동현, 정환 - 일러스트레이터 | 오케스트라 - 지휘자 최선용 외 50인조 - 오케스트라(1) - Douglas Bainbridge - 드럼(7) - Jonathan Brown - 콘트라 베이스(7) - Jerry Hey - 트럼펫 1(2, 3, 6, 9) - Gary Grant - 트럼펫 2(2, 3, 6, 9) - Dan Higgins - 색소폰(2, 3, 6, 9) - Steve Holtman - 트럼본(2, 3, 6, 9) - 정소연, 남수진, 서진희 - 바이올린(2, 3, 5, 6, 8, 10) - 김윤희, 김재현, 정희경, 서아진, 지민경, 김혜연, 원훈기, 이정현 - 바이올린(5, 6, 8) - 이지선, 조유리, 김아현 - 바이올린(5, 6, 8, 10) - 김진아 - 바이올린(2, 10) - 장지혜, 서빛나, 강민주, 김형선, 이선영, 조은기 - 바이올린(10) - 이선주 - 비올라(3, 5, 6, 8) - 공태윤 - 비올라(5, 6, 8) - 김동혜, 임연정 - 비올라(5, 6, 8, 10) - 이신지, 조미형 - 비올라(10) - 장유진 - 첼로(3, 10) - 김혜성, 황지인, 우윤정, 김지선 - 첼로(5, 6, 8, 10) - 이예성 - 첼로(10) |